# ارج (زبان‌شناسی اجتماعی)
در زبان‌شناسی اجتماعی، ارج به سطح توجهی گفته می‌شود که به‌طور معمول در یک جامعه گفتاری به یک زبان یا گویش خاص در برابر زبان‌ها یا گویش‌های دیگر نسبت داده می‌شود. گونه‌های ارجمند خانواده‌های زبانی یا گویشی هستند که به‌طور کلی توسط جامعه‌ای «درست‌ترین» یا برترین آن‌ها به‌شمار می‌روند. در بسیاری از موارد، آن‌ها گونه معیار زبان هستند، اگرچه موارد استثنایی وجود دارد، به ویژه در موقعیت‌های ارج پنهان (که یک گویش غیر معیار بسیار ارجمند است). علاوه بر لهجه‌ها و زبان‌ها، ارج در خصوص ویژگی‌های کوچکتر زبانی مانند تلفظ یا استفاده از کلمات یا ساختارهای دستوری نیز اعمال می‌شود، که ممکن است این تفاوت برای تشکیل یک گویش جداگانه کافی نباشد. مفهوم ارج یک توضیح برای پدیده تغییر شکل در میان گویندگان یک زبان یا زبان‌ها ارائه می‌دهد.
وجود گویش‌های ارجمند در نتیجه رابطه بین ارجمندی یک گروه از مردم و زبانی است که آن‌ها استفاده می‌کنند. به‌طور کلی، زبان یا گونهٔ مورد استفاده گروه ارجمندتر و ارزشمندتر، از ارج و اعتبار بیشتری برخوردار است. سطح ارجمندی یک گروه همچنین می‌تواند در این که زبان آن‌ها یک زبان متمایز تلقی شود یا گویش/گونه (دلالت بر این دارد که این گویش/گونه ارزش کافی برای زبان مستقل بودن را ندارد) باشد نیز تأثیر می‌گذارد.
طبقه اجتماعی با زبان ارجمندتر همبستگی دارد و مطالعات در جوامع مختلف نشان داده‌است که گاه اعضای یک طبقه اجتماعی پایین‌تر سعی در تقلید از زبان افراد طبقات بالاتر دارند تا نگذارند زبان متفاوت آن‌ها هویتشان را بسازد. رابطه میان زبان و هویت‌سازی در نتیجه ارجمندی، زبان جنسیت‌ها و نژادهای مختلف را تحت تأثیر قرار می‌دهد.
ارجمندی زبانی به ویژه در شرایطی که دو یا چند زبان در حال استفاده هستند و در مناطق شهری قشربندی‌شده و چندگانه، که در آن به احتمال زیاد گویشوران زبان‌های و/یا گویش‌های مختلف وجود دارد، قابل مشاهده است. نتیجه تماس زبانی به رابطه قدرت بین زبان‌های متقابل بستگی دارد. گروه‌هایی که در تماس هستند.
دیدگاه رایج در میان زبان‌شناسان معاصر این است که صرف نظر از این تصور که یک گویش یا زبان «بهتر» یا «بدتر» از همتایان خود است، هنگام ارزیابی گویش‌ها و زبان‌ها «همه زبان‌ها - و همه گویش‌ها - از شایستگی برابری برخوردار هستند.»
همچنین، اینکه کدام یک از گونه‌های کاربردی یا ویژگی‌ها از ارج بیشتری برخوردار باشد، به شنونده و زمینه بستگی دارد. بنابراین مفاهیم ارج آشکار و پنهان نیز وجود دارند. اعتبار بی حد و اندازه به ویژگی‌های زبان معیار و «رسمی» مربوط است و قدرت و مقام را بیان می‌کند. اعتبار پنهان بیشتر مربوط به زبان محلی است و بیش از اقتدار، همبستگی، اجتماع و هویت گروهی را بیان می‌کند.